# Visual J++
Visual J ++ (udtales Jay Plus Plus på engelsk) er Microsofts ophørte implementering af Java. Syntaks, nøgleord og grammatiske konventioner var de samme som Java's. Det blev introduceret i 1996 og ophørte i januar 2004, erstattet til en vis grad af J# og C#.